# Capella de Sant Antoni de Pàdua (Montbrió del Camp)
La Capella de Sant Antoni de Pàdua és una ermita del municipi de Montbrió del Camp (Baix Camp) protegida com a bé cultural d'interès local i consagrada a sant Antoni de Pàdua.
És un edifici del 1704, tot i que modificat al segle xix. Té una nau amb capelles laterals, creuer cupulat i cor elevat sobre els peus. La façana, molt simple, és conformada per una portada d'arc de mig punt adovellat, una petita obertura d'arc de mig punt al capdamunt de la clau i dos òculs circulars, el superior ocupant el bell mig del frontó triangular que tanca el mur. En línia amb aquest i sobre la teulada s'alça un campanar d'espadanya d'un sol ull.
L'interior és decorat amb pintures a base de grotescos i altres figures de tipus popular força interessants. La volta, segons la tradició, havia estat pintada per Marià Fortuny en la seva joventut.